# Better Now
Better Now is een nummer uit 2018 van de Amerikaanse muzikant Post Malone. Het is de vijfde single van zijn tweede studioalbum Beerbongs & Bentleys.
Het nummer gaat over een scheiding die er bij de ik-figuur flink inhakt. "Better Now" werd een wereldwijde hit. Zo haalde het de 3e positie in de Amerikaanse Billboard Hot 100. In de Nederlandse Top 40 haalde het nummer de 9e positie, en in de Vlaamse Ultratop 50 haalde het de 16e positie.